# ミロスワフ・シムコヴィアク
ミロスワフ・シムコヴィアク（Mirosław Szymkowiak、1976年11月12日 - ）は、ポーランドの元サッカー選手。元ポーランド代表。ポジションはミッドフィールダー。

## 来歴

### クラブ
ポーランドの強豪・ヴィジェフ・ウッチ、ヴィスワ・クラクフで長くプレーした。ウッチで2回、クラクフで4回のエクストラクラサを経験している。

### 代表
1997年にポーランド代表デビュー。1999年から出場機会が無かったが、2003年に代表復帰、2006 FIFAワールドカップにも出場した。ポーランド代表で通算33試合に出場、3得点をあげた。

## 代表歴

### 出場大会
- ポーランド代表
  - 2006 FIFAワールドカップ

### 試合数
- 国際Aマッチ 33試合 3得点（1997年-2006年）[1]

| ポーランド代表 | 国際Aマッチ | 国際Aマッチ |
| 年             | 出場        | 得点        |
| -------------- | ----------- | ----------- |
| 1997           | 1           | 0           |
| 1998           | 2           | 0           |
| 1999           | 0           | 0           |
| 2000           | 0           | 0           |
| 2001           | 0           | 0           |
| 2002           | 0           | 0           |
| 2003           | 9           | 2           |
| 2004           | 7           | 0           |
| 2005           | 6           | 1           |
| 2006           | 8           | 0           |
| 通算           | 33          | 3           |